# Llac de Montsalvens
El Llac de Montsalvens és un embassament amb central hidroelectrica al cantó de Friburg a Suïssa, construït a la vall del Jogne. Va ser la primera presa a dobla corvatura d'Europa. La central té una potència total de 25 MW, que produeix 25% de la llum del cantó de Friburg.
Té una capacitat de 12.6 milions de m³ d'aigua i una superfície de 0,74 km². És al costat de la carretera que puja al coll Jaun, entre els pobles de Broc i Charmey.
El consell del cantó de Friburg en va aprovar la construcció el 17-18 de maig 1918. Dissenyat per Alfred Stucky, l'obra va ser completada el 1920 i el 1921 l'embassament va ser omplert per primer cop.